# À travers Drenthe
À travers Drenthe (Dwars door Drenthe en néerlandais) est une compétition cycliste qui se tient tous les ans dans la province de Drenthe aux Pays-Bas.
La course a lieu le lendemain du Tour de Drenthe.

## Palmarès
| Année | Vainqueur                                 | Deuxième                                  | Troisième                                 |
| ----- | ----------------------------------------- | ----------------------------------------- | ----------------------------------------- |
| 2010  | Enrico Rossi                              | Arnoud van Groen                          | Coen Vermeltfoort                         |
| 2011  | Sert de première étape au Tour de Drenthe | Sert de première étape au Tour de Drenthe | Sert de première étape au Tour de Drenthe |
| 2012  | Theo Bos                                  | Barry Markus                              | Daniele Colli                             |
| 2013  | Annulé en raison de la neige              | Annulé en raison de la neige              | Annulé en raison de la neige              |
| 2014  | Simone Ponzi                              | Bert-Jan Lindeman                         | Tijmen Eising                             |
| 2015  | Manuel Belletti                           | Barry Markus                              | Michael Carbel Svendgaard                 |